# Église orthodoxe de Moldavie
La Métropole de Chișinău et de toute la Moldavie ou Église orthodoxe de Moldavie (en roumain : Biserica Ortodoxă din Moldova) est une juridication auto-administrée de l'Église orthodoxe rattachée canoniquement au Patriarcat de Moscou et de toute la Russie. Le chef de l'Église porte le titre de « Métropolite de Chișinău et de toute la Moldavie », avec résidence à Chișinău. Depuis 1989, le titulaire est Vladimir Cantarean.

## Histoire

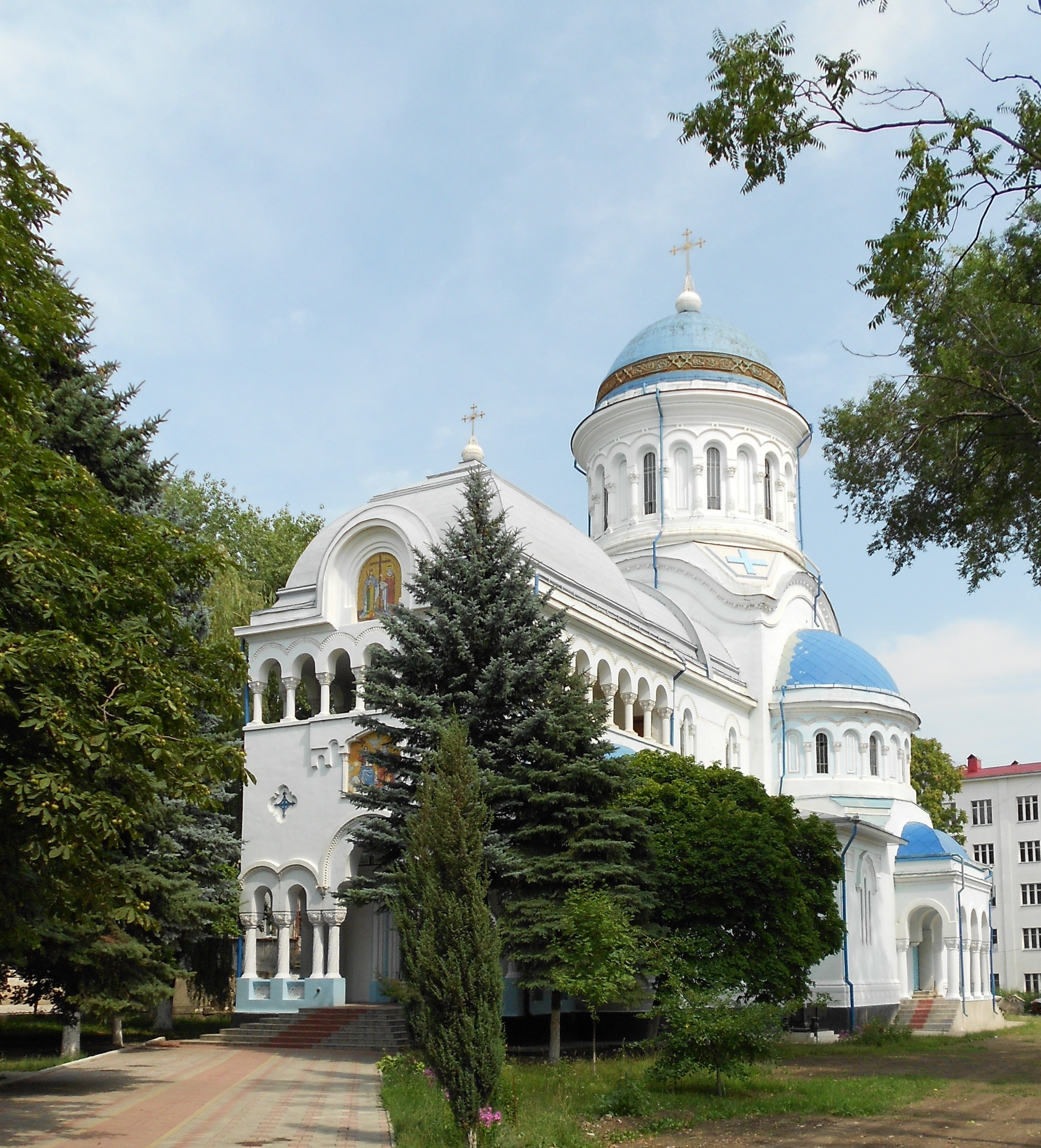
La cathédrale de Saint-Constantin-et-Sainte-Hélène de Bălți.

À l'époque de la Principauté de Moldavie, l'actuelle République de Moldavie relevait de la « Métropolie de Suceava et de toute la Moldavie », relevant du Patriarcat œcuménique de Constantinople. Après l'annexion russe de 1812, un « Archevêché de Bessarabie » fut créé par le Patriarcat de Moscou, et reconnu finalement par Constantinople en 1852. Lorsque la première république de Moldavie proclama son indépendance en 1917 et son rattachement à la Roumanie en 1918, cet Archevêché devint autonome et fut rattaché au Patriarcat de Roumanie en 1919 en tant qu'« Archevêché de Bessarabie ». Le Patriarcat de Moscou ne reconnut pas ce rattachement. En 1923 l'« Archevêché de Bessarabie » fut érigé en « Métropole orthodoxe de Bessarabie ». Cette métropole a cessé son activité durant le régime communiste en Moldavie soviétique (1940-1991), qui établit une « Métropolie de Chișinău et de toute la Moldavie » sous l'obédience du Patriarcat de Moscou et de toute la Russie.
Après son indépendance en 1991, la Moldavie a été le théâtre d'un conflit juridictionnel entre deux Églises orthodoxes qui se "disputèrent" son territoire :
- Le Patriarcat de Moscou et de toute la Russie qui a reconnu l'autonomie de la « Métropolie de Chișinău et de toute la Moldavie » sous son obédience ;
- Le Patriarcat de toute la Roumanie, qui a rétabli en 1992 son ancienne « Métropole orthodoxe de Bessarabie ».

Depuis 2002, après une décision de la Cour européenne des droits de l'homme, les deux obédiences coexistent : la « Métropolie de Chișinău et de toute la Moldavie » est aujourd'hui l'Église majoritaire.

## Organisation
La « Métropolie de Chișinău et de toute la Moldavie » compte six éparchies :
- Éparchie de Chișinău
- Éparchie de Tiraspol et Dubăsari
- Éparchie d'Edineț et Briceni
- Éparchie de Cahul et Comrat
- Éparchie de Bălți et Fălești
- Éparchie d'Ungheni et Nisporeni